# Philautus ingeri
Philautus ingeri es una especie de rana endémica del noroeste de Borneo.
Esta especie se encuentra amenazada de extinción debido a la destrucción de su hábitat natural.